# Thelypteris pennigera
Thelypteris pennigera là một loài dương xỉ trong họ Thelypteridaceae. Loài này được Allan mô tả khoa học đầu tiên năm 1961.
Danh pháp khoa học của loài này chưa được làm sáng tỏ. 